# Pha That Luang
Pha That Luang (în laoțiană ທາດ ຫລວງ: That Luang, adică Stupa supermă) este un monument budist aflat în Vientiane, capitala Laosului. Cel mai sacru monument al țării, se spune că ar conține un fir de păr de-al lui Buddha. Apare pe stema Laosului și pe bancnotele acestei țări.

## Descriere

Pha That Luang și piața în care se află (2009)

Situată la trei kilometri la nord de centrul orașului, Pha That Luang este o stupa în forma unui pătrat de 35 de metri înălțime, complet acoperită cu aur. Este înconjurată de o mănăstire pătrată prevăzuta cu două intrări și două aripi (din cele patru pe care le-a avut inițial). În imediata vecinătate, au fost construite patru temple budiste moderne (două în partea de vest și două în est)

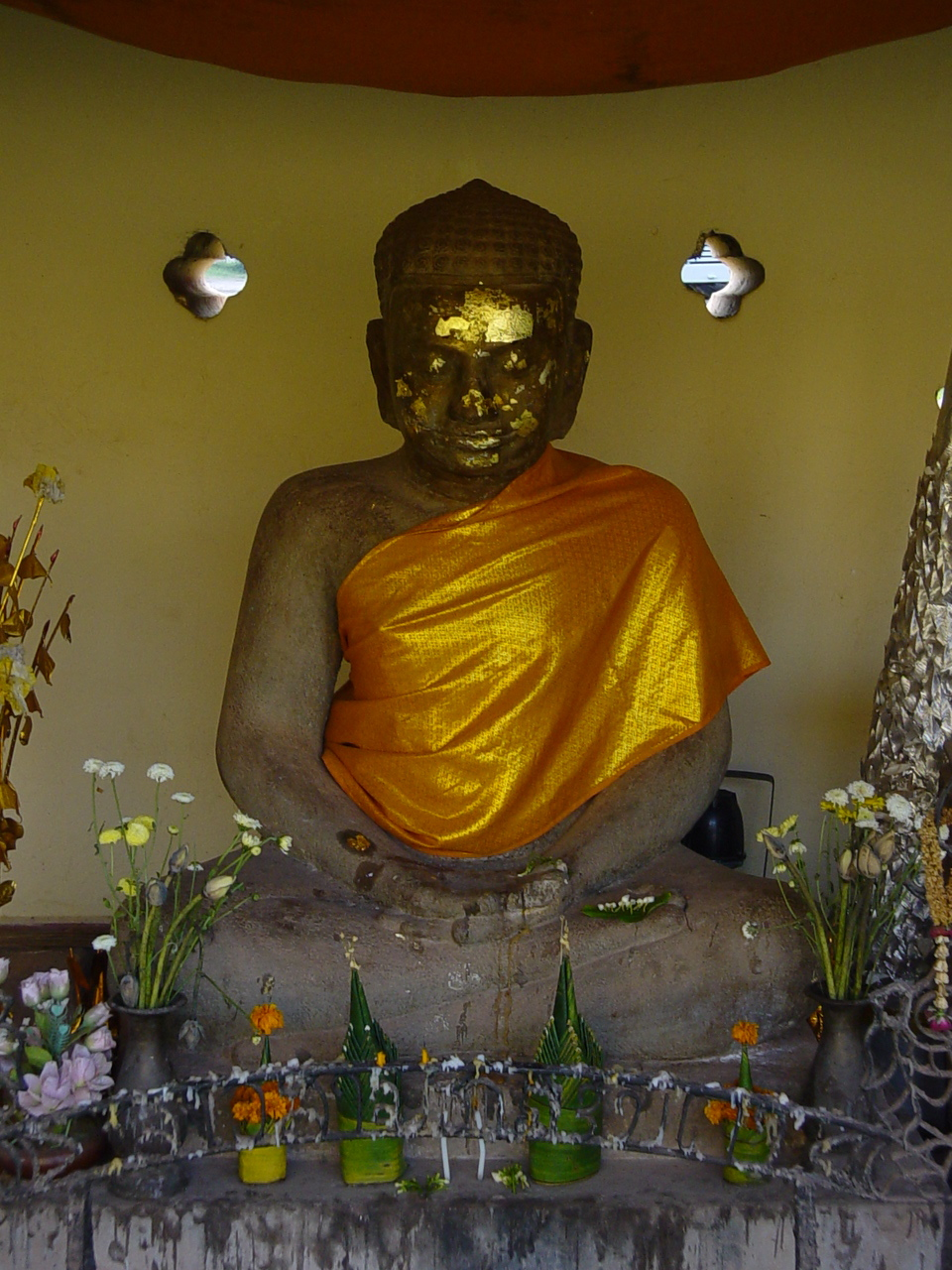
Statuia regelui khmer Jayavarman al VII-lea din mănăstire

- That Luang găzduiește o statuie khmera a lui Jayavarman al VII-lea, ultimul mare rege al Angkorului, reflectând legături istorice ale Vientiane-ului cu Imperiul Khmer.
- Studierile efectuate de Leo Fombertaux - în timpul renovării din perioada 1929-1935 - au permis să se descopere că în centrul monumentului se găsește o Stupa (sau that) primitivă. Această structură ascunsă, pătrată în plan, este construită din blocuri de laterit tăiate perfect. Fiecare dintre laturi este încununată de cinci frunze mari de lotus, ale căror extremități au fost curățate în timpul construcției suprastructurii vizibile azi.[1].

## Istorie
Conform legendei, originea sit-ului datează din secolul al III-lea: trimișii împăratului indian Așoka ar fi adus sternul lui Buddha și s-a construit o stupa pentru a așeza această relicvă. Cu toate acestea, cercetările efectuate nu au scos la iveală vestigii din această perioadă. Cele mai vechi articole găsite datează din perioada khmeră, în jurul secolelor al XII-lea și al XIII-lea. 
Prima atestare a stupei datează din 1566, din timpul regelui Setthathirat, a cărui statuie este ridicată în fața mănăstirii, care a construit sau reconstruit monumentul. Distrus de siamezi în secolul al XVIII-lea și din nou în timpul jefuirii orașului în 1827, stupa a fost reconstruită de regele Anou. El a fost cel care a adăugat mânăstirea.
Dar, de-a lungul anilor, monumentul s-a deteriorat din nou. A fost restaurat spre 1901 de Școala franceză din Extremul Orient, dar opțiunile arhitecturale alese au contrariat pe majoritatea laoțienilor, care ar fi dorit o formă mai aproape de original. Bazat pe documente antice, inclusiv pe desene ale lui Louis Delaporte din 1866, guvernul laoțian a modificat monumentul în 1930, pentru a da forma sa actuală. 
Pentru cea de a 450-a aniversare a orașului Vientiane din noiembrie 2010, esplanada, devenită prea îngustă pentru sărbătoarea That Luang, a fost extinsă: suprafața sa a crescut de la 7,67 la 12,75 hectare (241 de familii care locuiau în apropiere au fost mutate în suburbii). Un nou drum de acces a fost realizat în nord și un nou templu, Hor Thammasapha a fost construit.

## Sărbătoarea That Luang
thumb|Ofrande la sărbătoarea That Luang (2006)
În fiecare an, la prima lună plină din noiembrie, are loc în întreaga țară sărbătorea stupelor. Acest festival este deosebit de important  pentru That Luang. Are loc timp de trei zile, este Namatsakane Boun Pha That Luang (omagiu și devotamentul față de marele stupa). Se adună mii de credincioși și călugări din întreaga țară și au loc numeroase procesiuni, ofrande și parade cu torțe. Cu această ocazie, se poate participa la părți ale ritualurilor tikki, o formă de hochei ce se joacă cu bețe de bambus; experții susțin că acest joc din Laos a ajuns apoi în Birmania și a dat naștere hocheiului pe iarbă britanic.

## Galerie

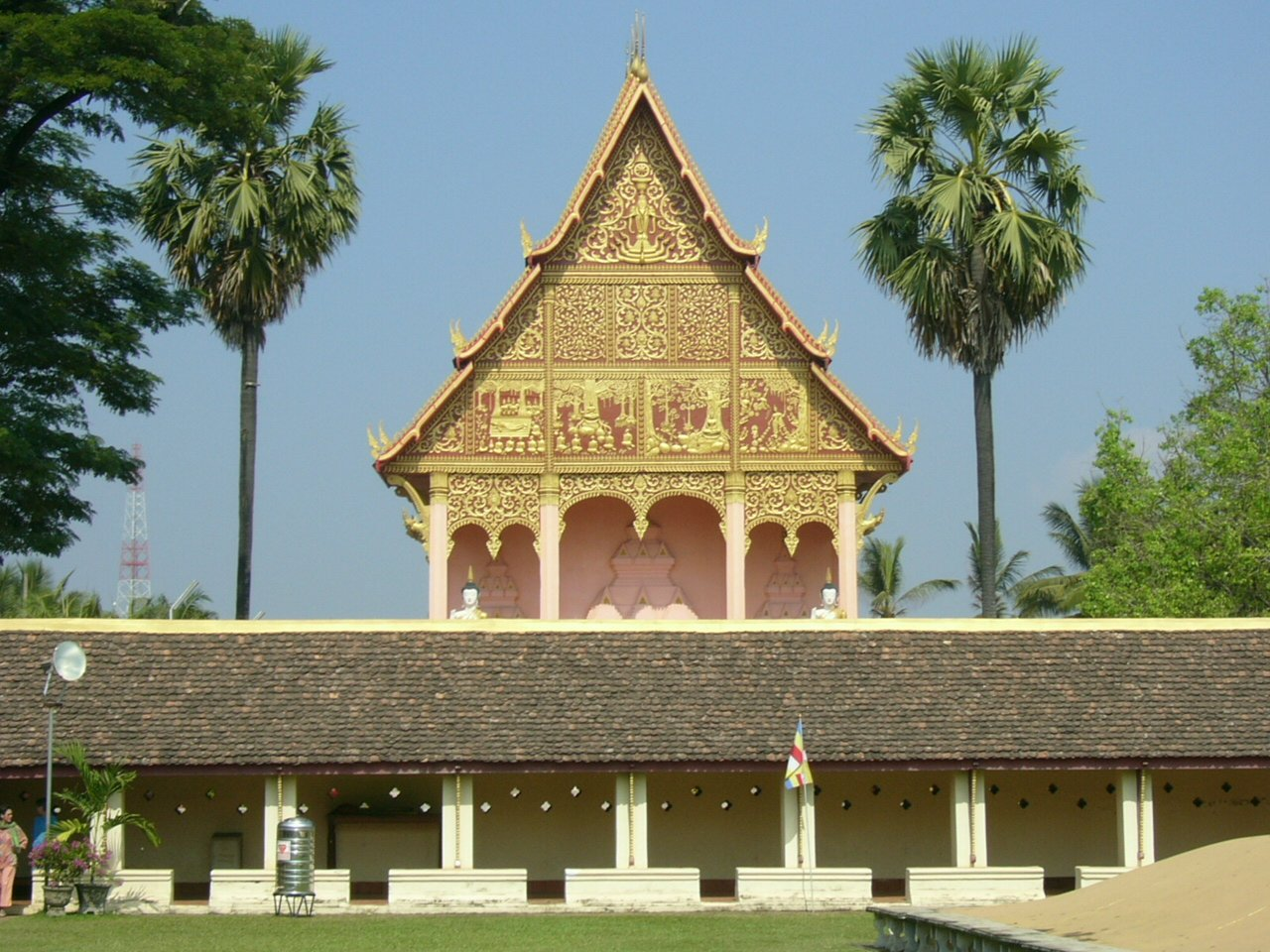
Vedere dinspre mănăstire asupra pagodei de nord-vest.
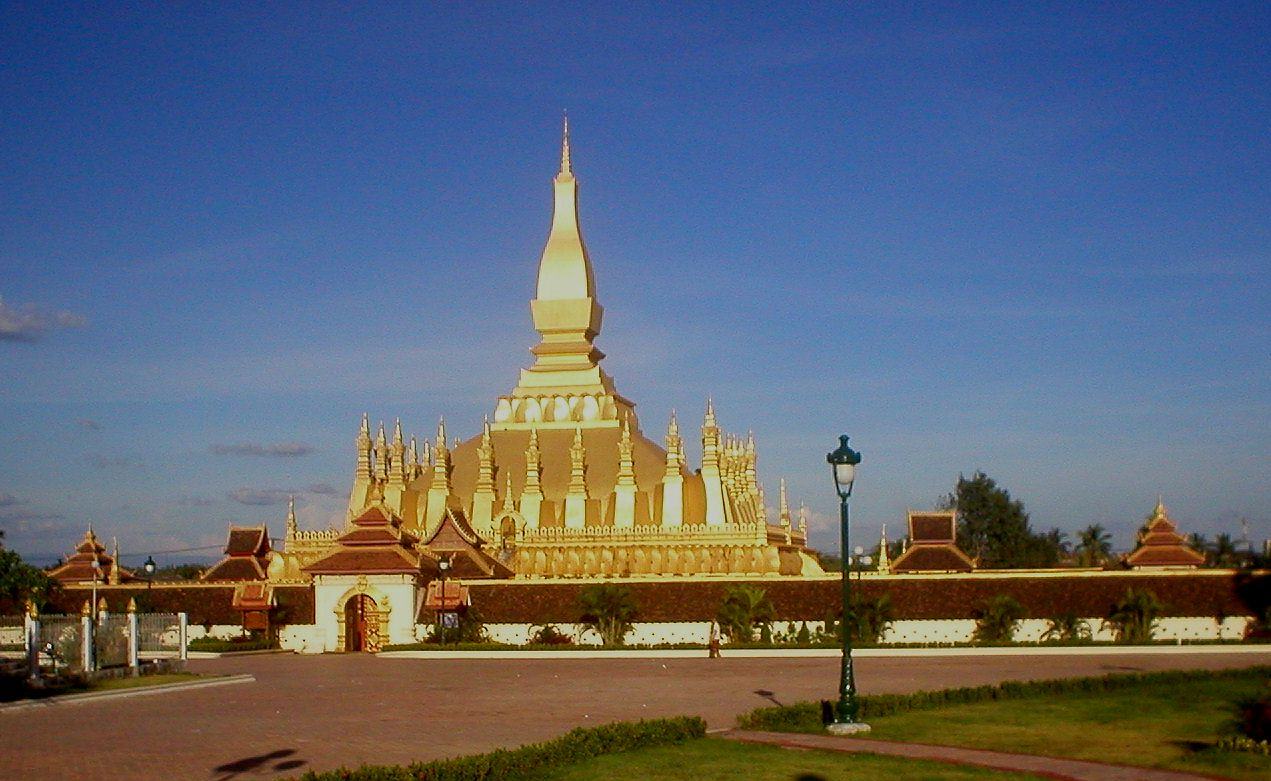
Vedere generală (2005)
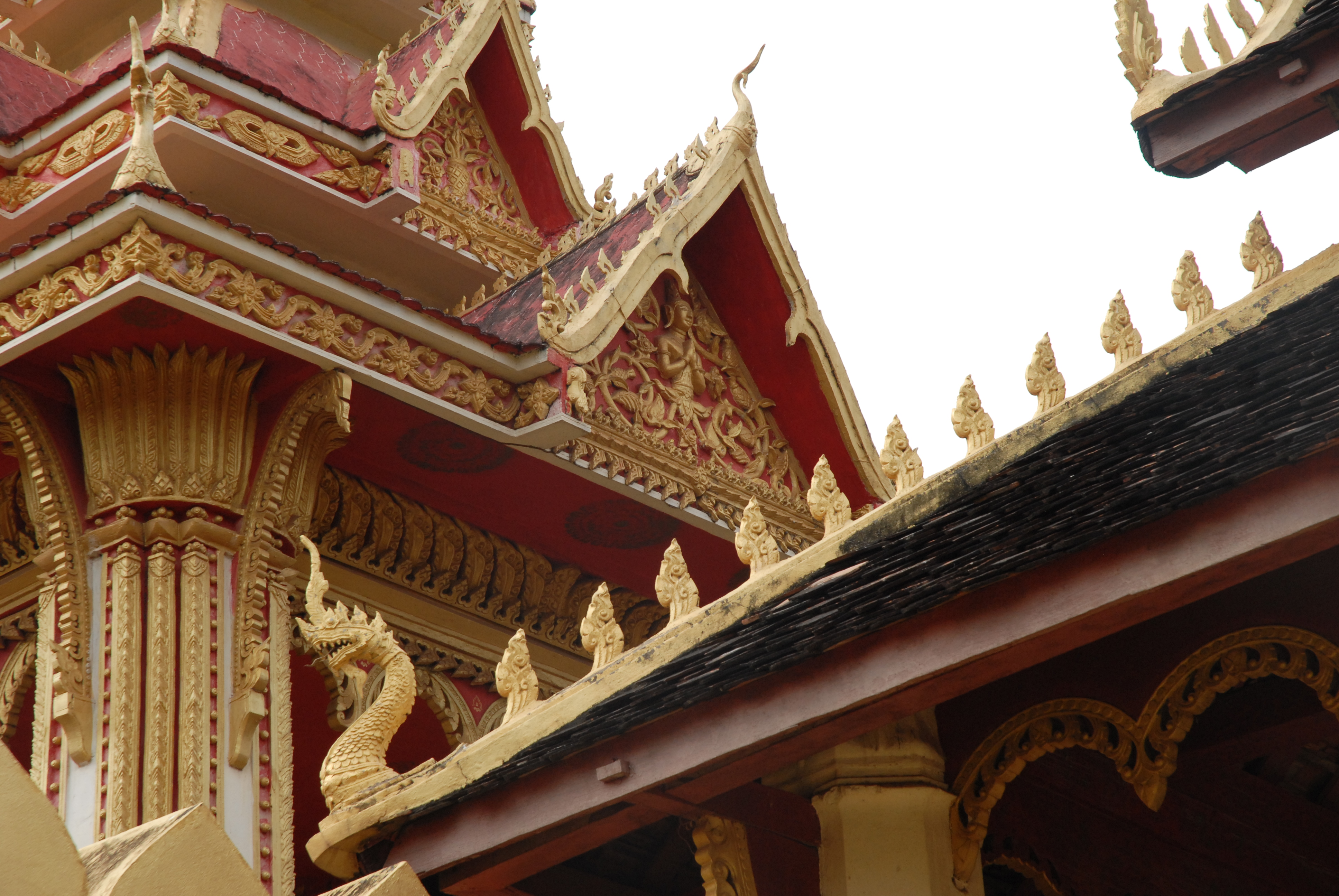
Acoperișurile pavilioanelor
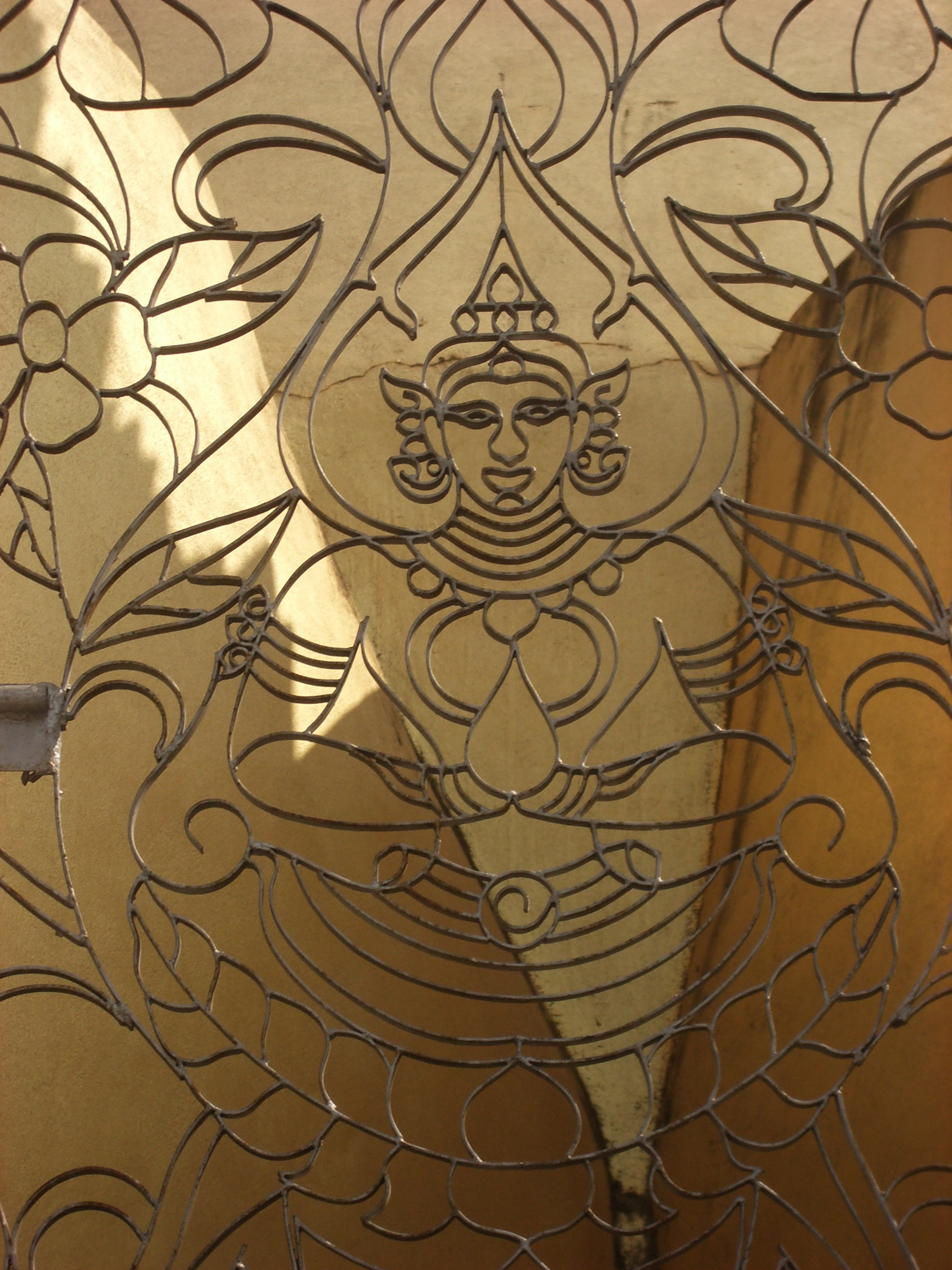
Grilaj
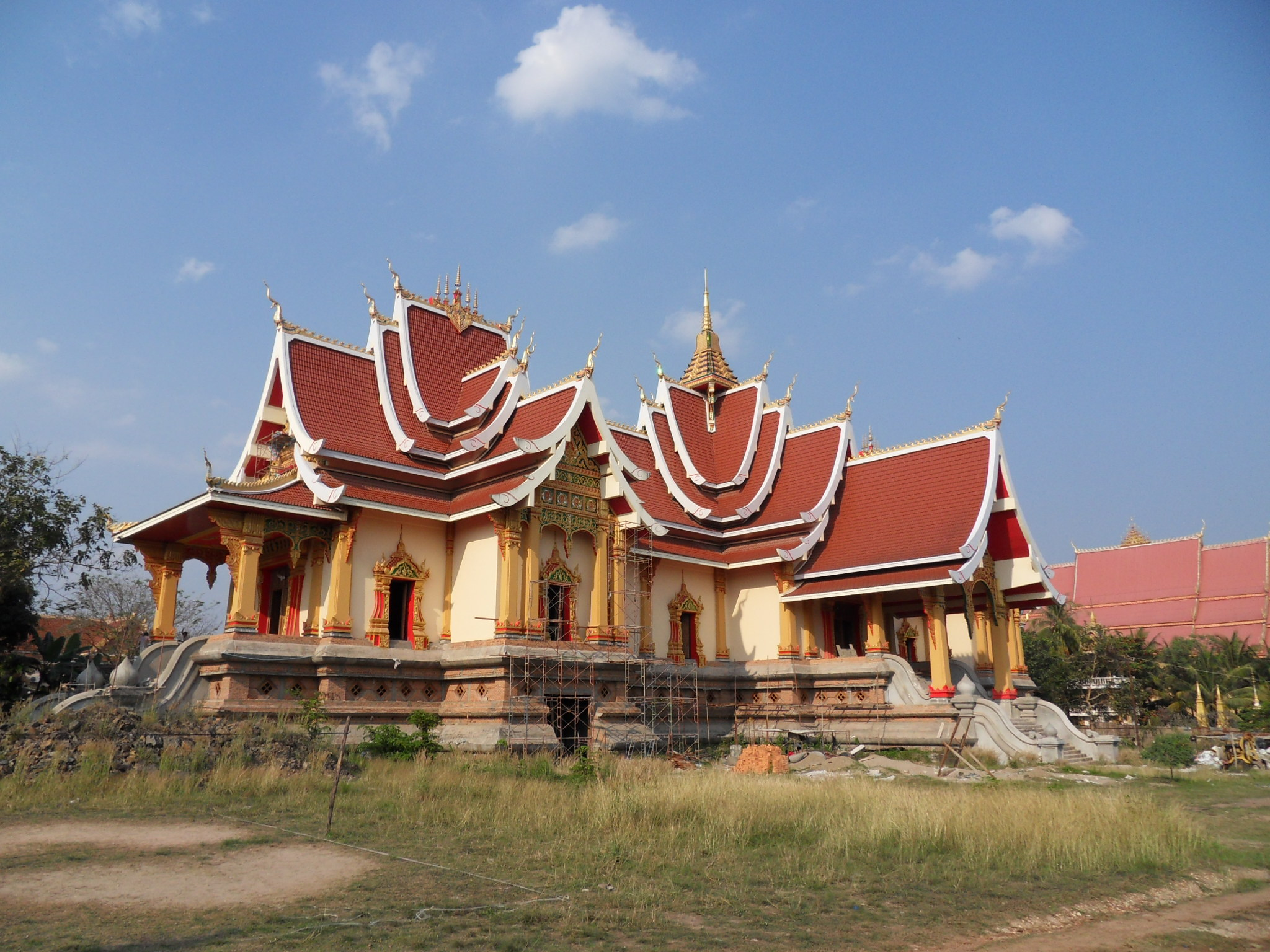
Hor Thammasapha (pagoda sud-vest)
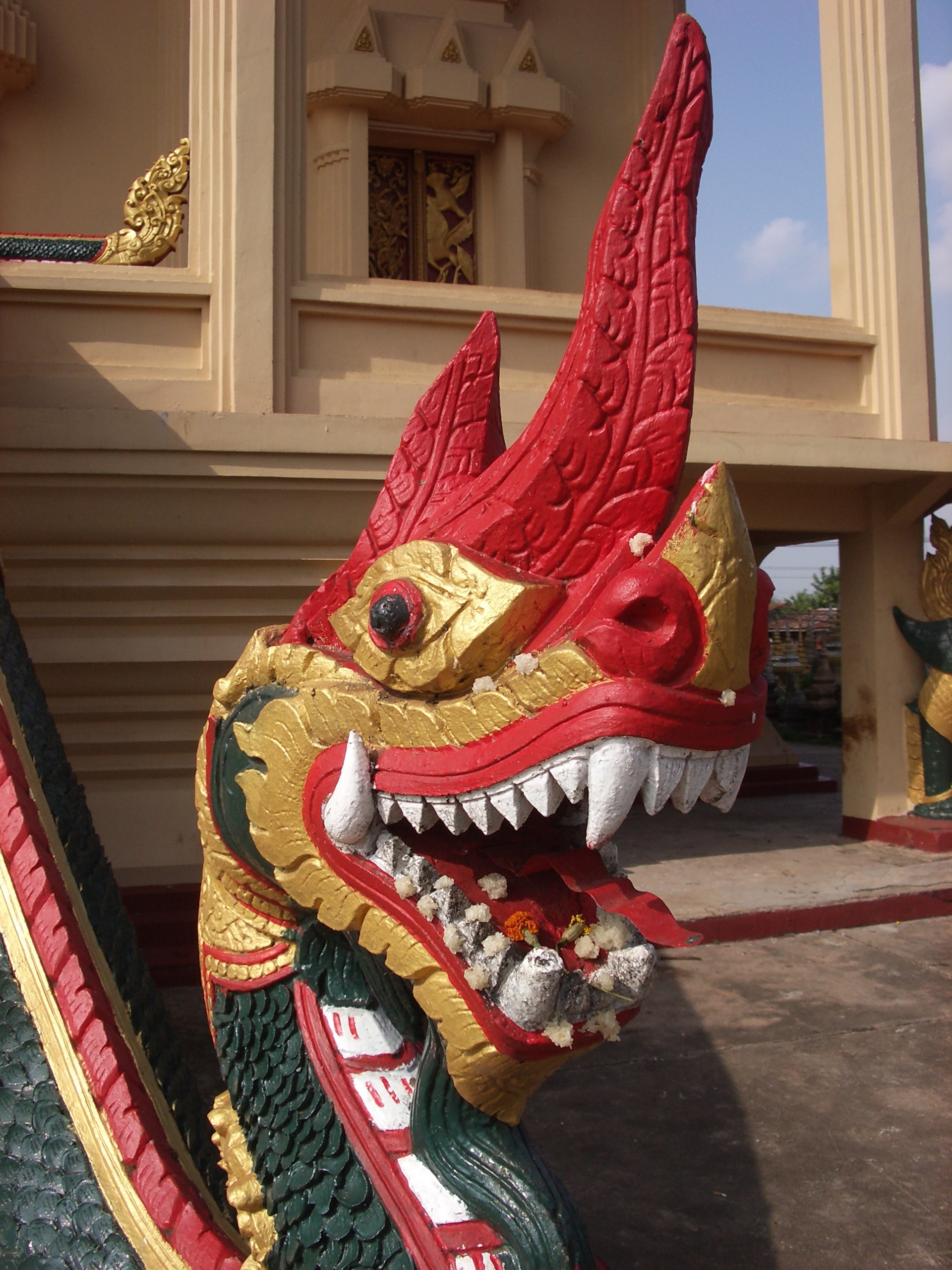
Naga de la pagoda nord-vestică
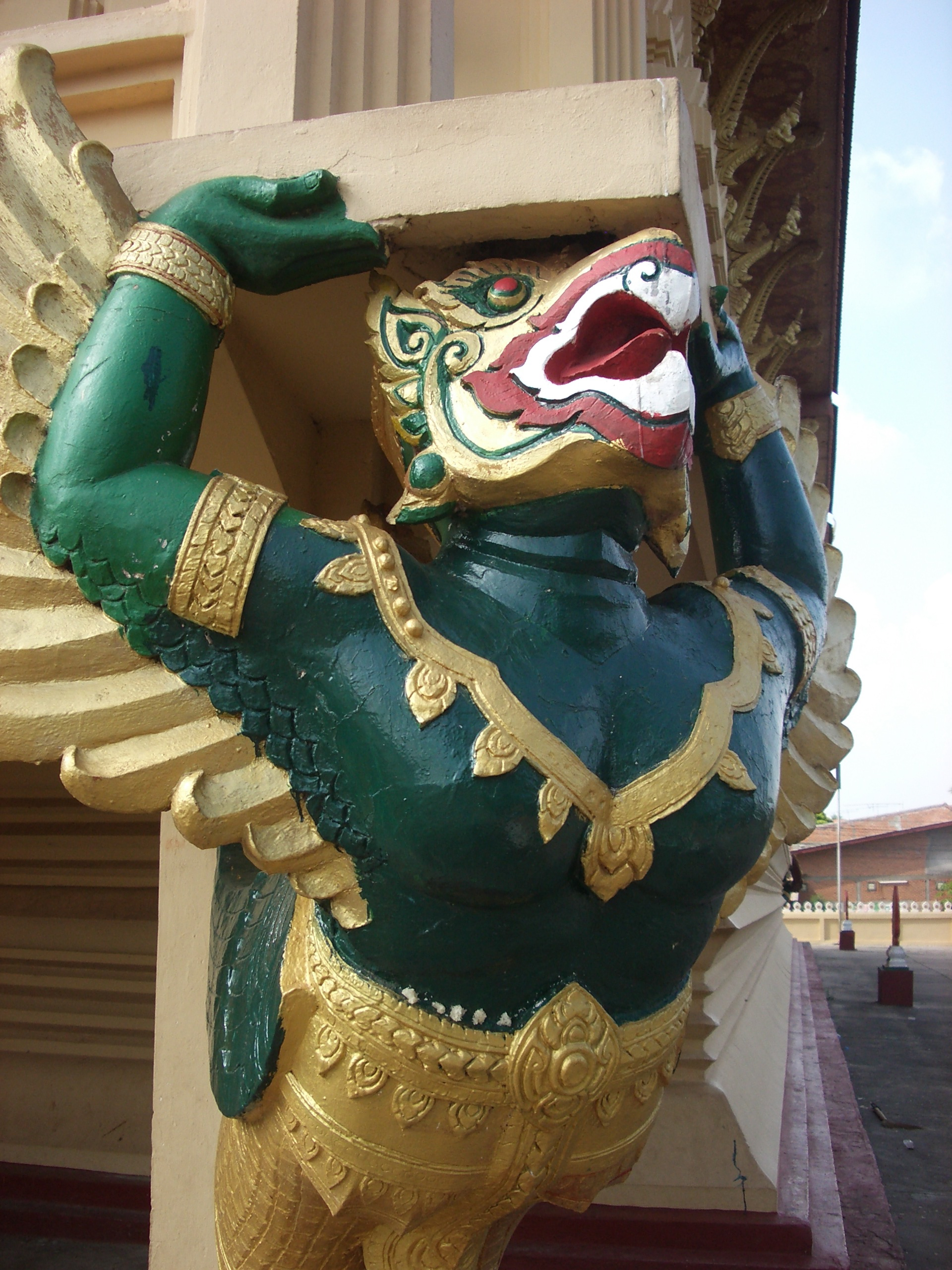
Garuda de la pagoda nord-vestică
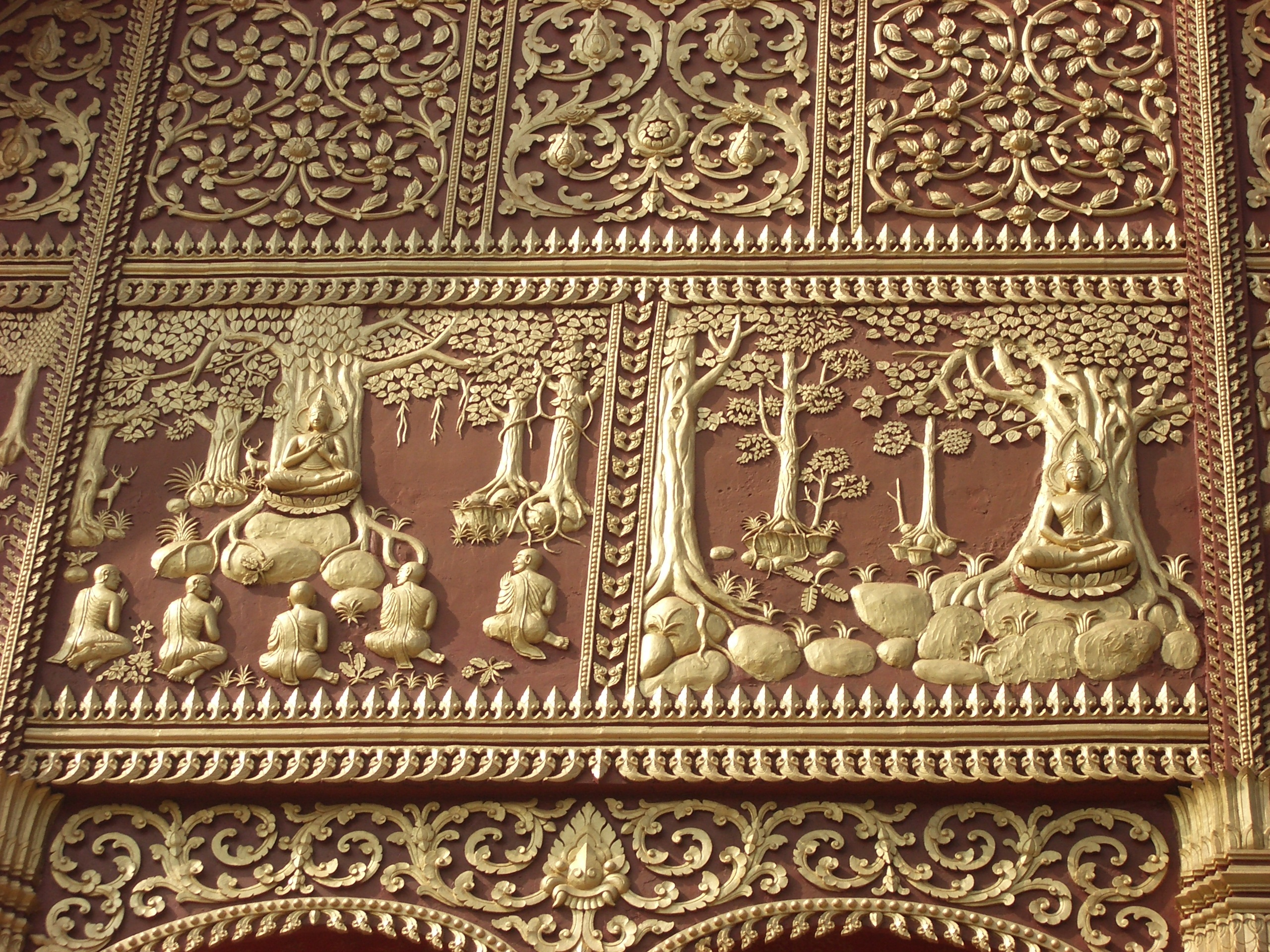
Frontonul pagodei nord-vestice
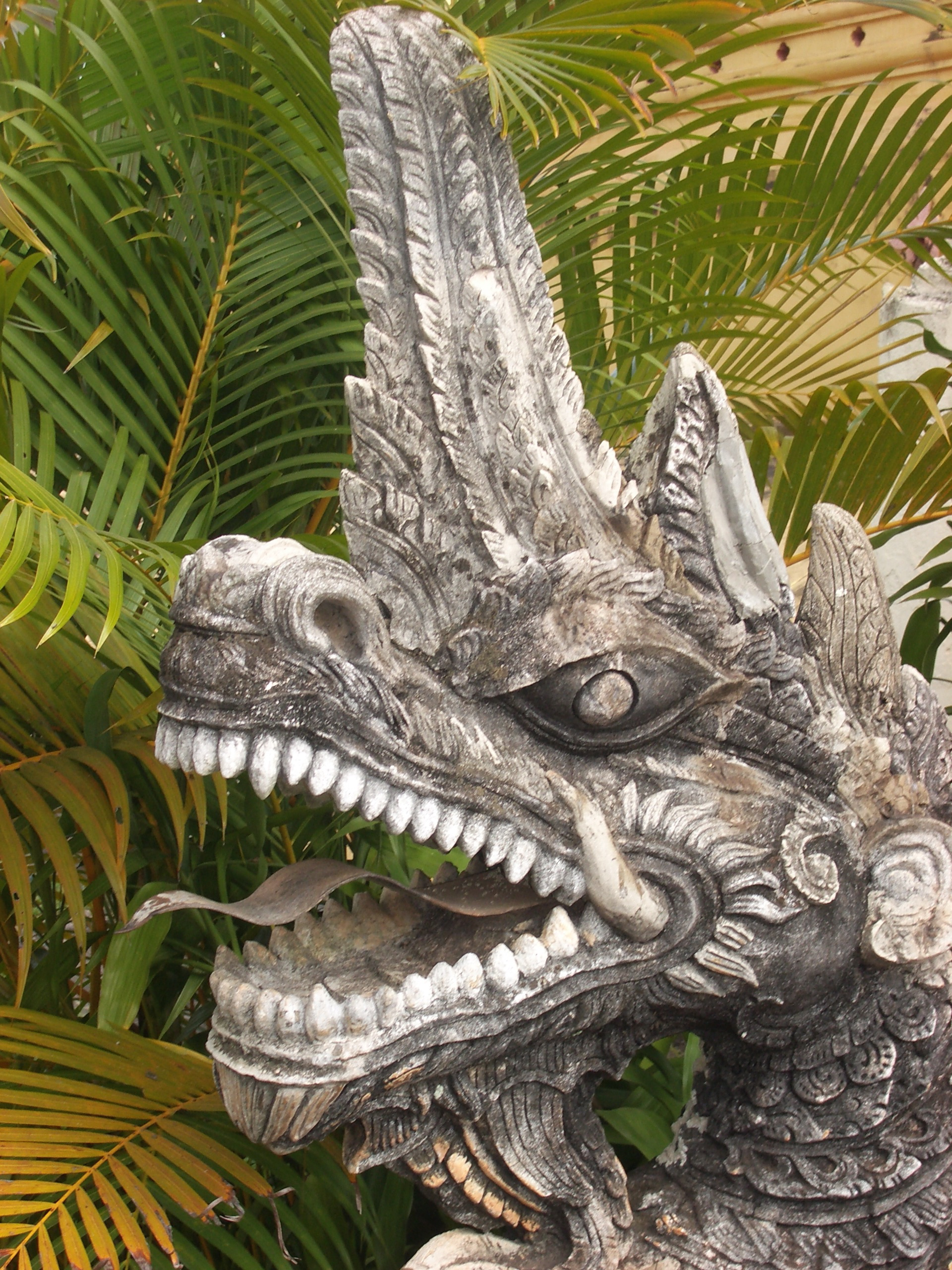
Naga pagodei estice
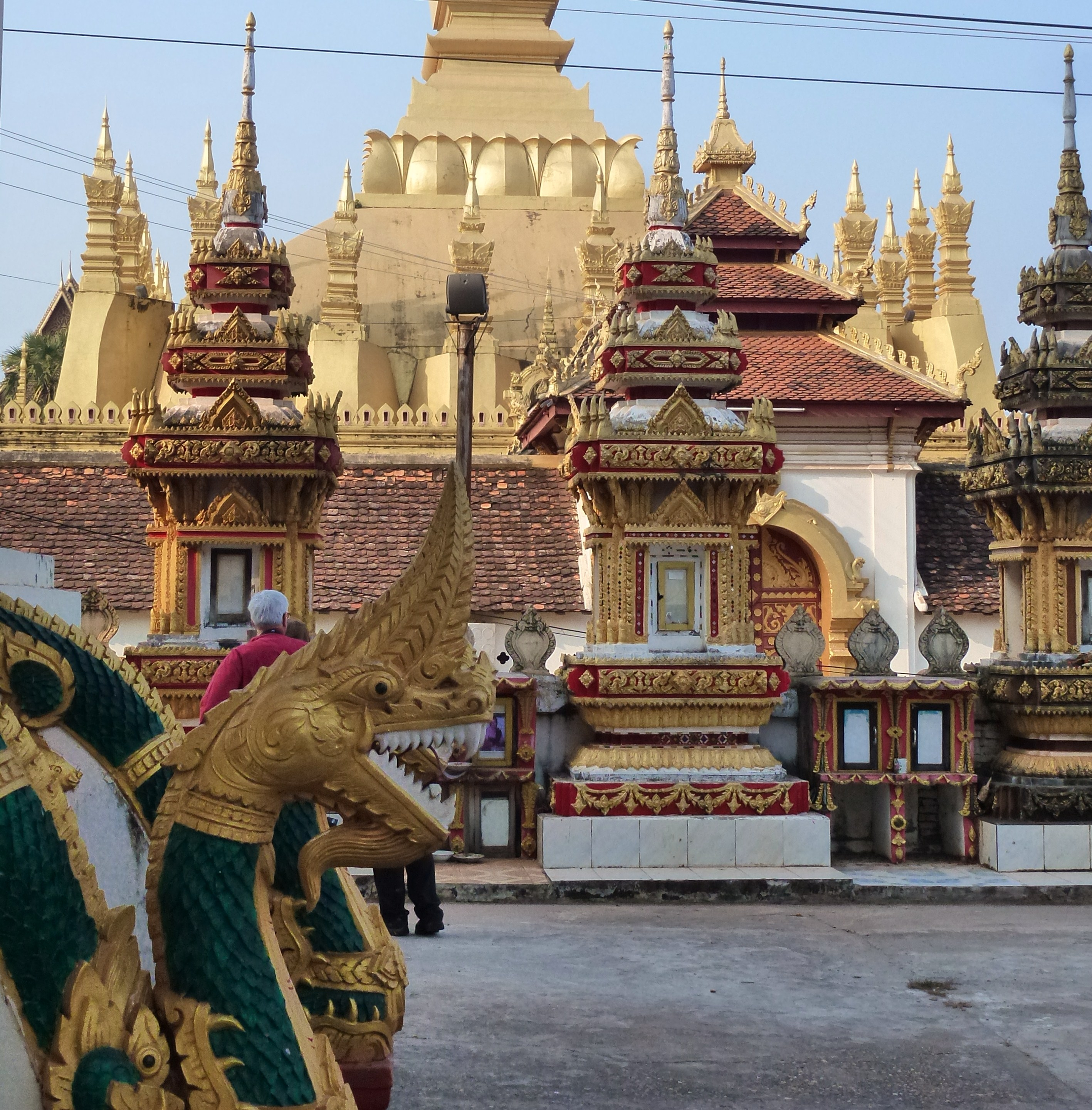
Naga pagodei Vat That Luang Tai
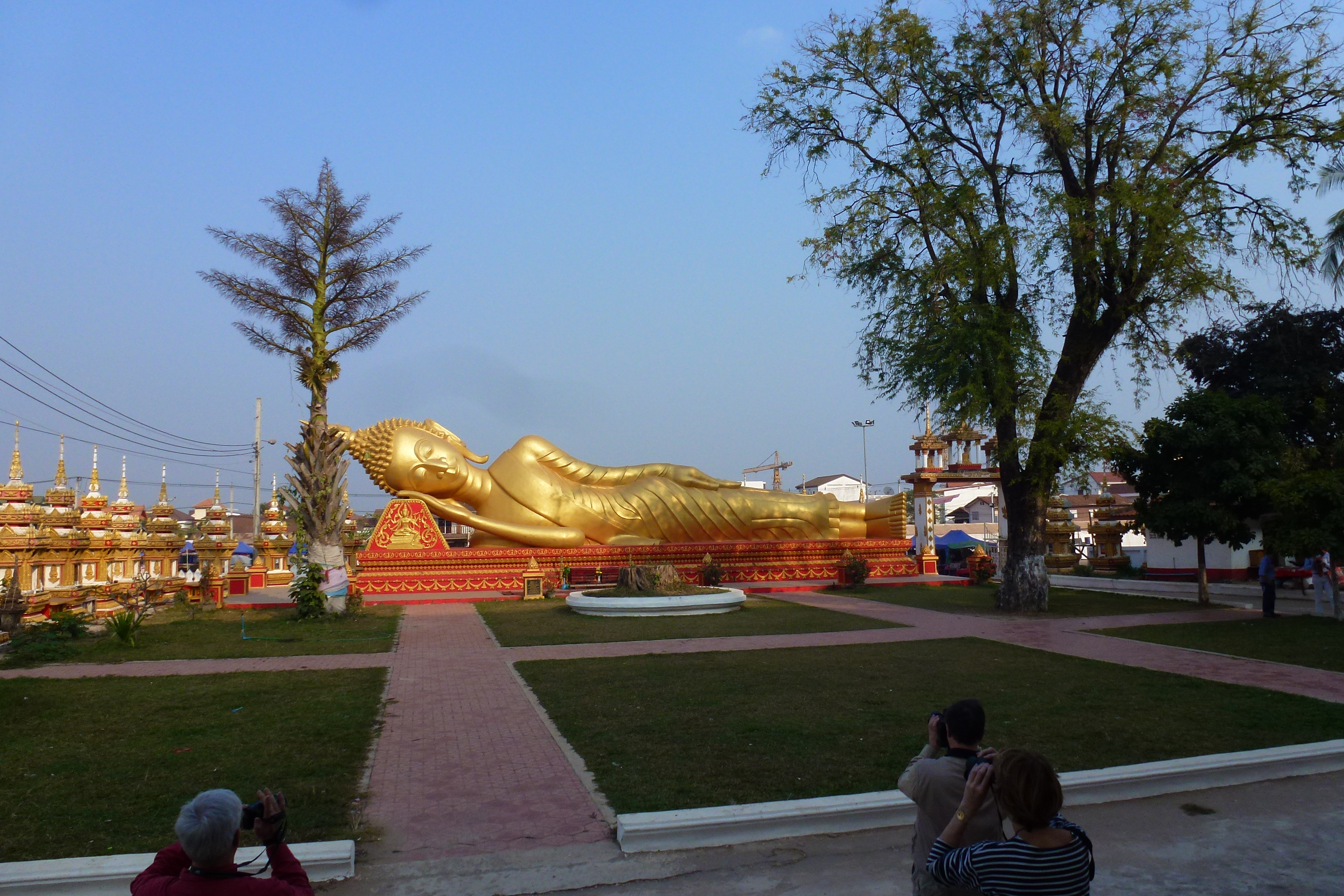
Marele Bouddha culcat la pagoda Vat That Luang Tai
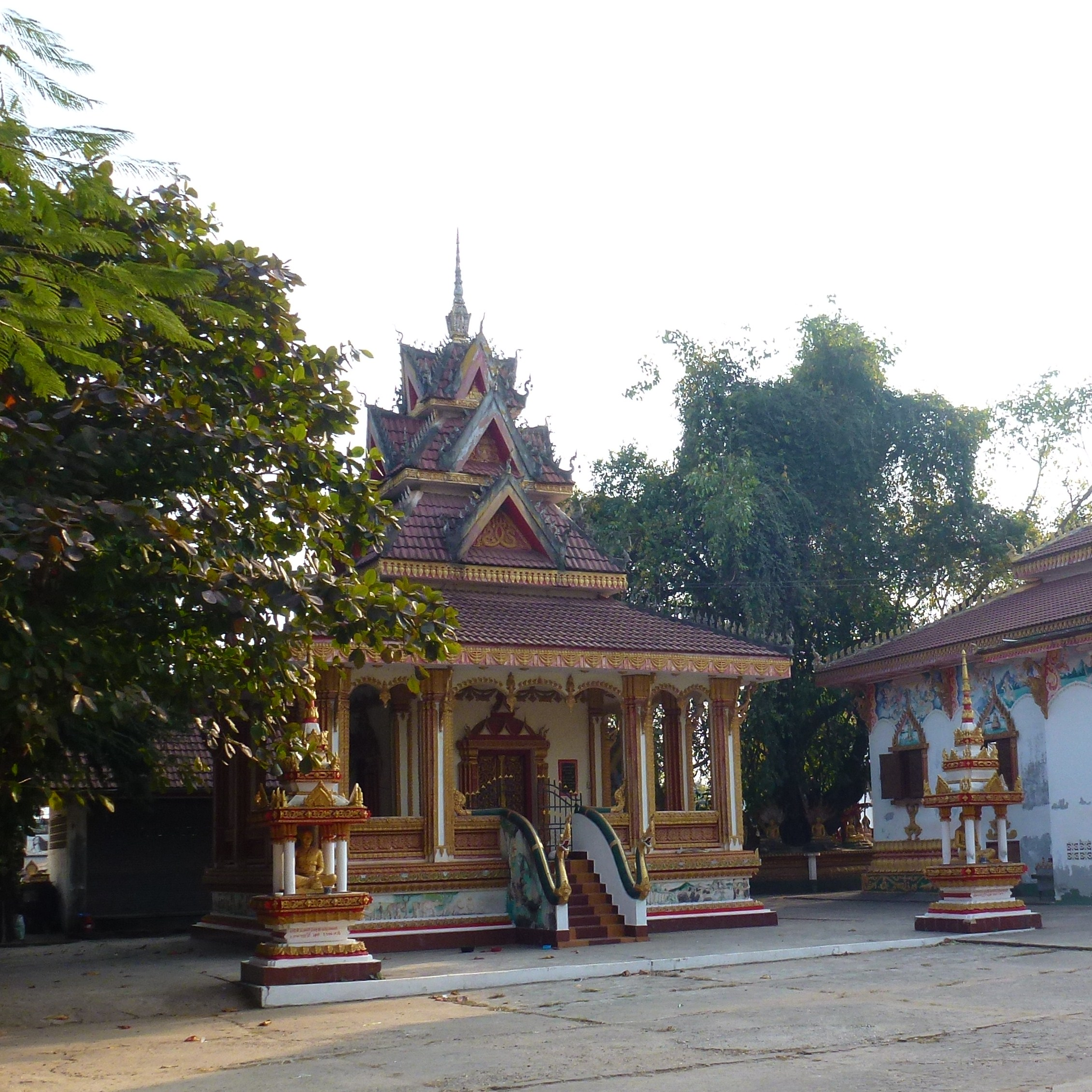
Vat That Luang Tai